# پراتا کامپورتاچیو
پراتا کامپورتاچیو (به ایتالیایی: Prata Camportaccio) یک کومونه در ایتالیا است که در استان سوندریو واقع شده‌است.

## خصوصیات
پراتا کامپورتاچیو ۲۷٫۹ کیلومترمربع مساحت و ۲٬۷۵۸ نفر جمعیت دارد.